# Mandinga
Mandinga je rumunská popová skupina z Bukurešti. V letech 2003 až 2005 byla Elena Gheorghe hlavní zpěvačkou, od roku 2006 ve skupině působí Elena Ionescu.

Mandinga reprezentovala Rumunsko na Eurovision Song Contest 2012 v Baku, kde s písní "Zaleilah" obsadila 12. místo se ziskem 71 bodů.

## Eurovize 2012
V národním kole Rumunska 10. března 2012 Mandinga obdržela první místo od diváků a druhé místo od poroty, díky čemuž zvítězila.
Dne 22. května skupina vystoupila v prvním semifinálovém kole Eurovize v Baku. Přestože vystoupení poznamenaly technické potíže (zpěvačka Elena Ionescu měla nefunkční odposlech), skupina se dostala mezi deset nejúspěšnějších semifinalistů (3. místo se 120 body) a postoupila do finále. Zde 26. května obsadila dělené 12. místo se 71 body.

Poté, co organizátoři soutěže (EBU) zveřejnili kompletní dělené výsledky diváků a poroty, ukázalo se, že divácké hlasování přisoudilo Rumunsku 7. místo.

## Diskografie

### Alba
- 2003: ...De Corazón
- 2005: Soarele meu
- 2006: Gozalo
- 2008: Donde
- 2012: Club de Mandinga

### Singly

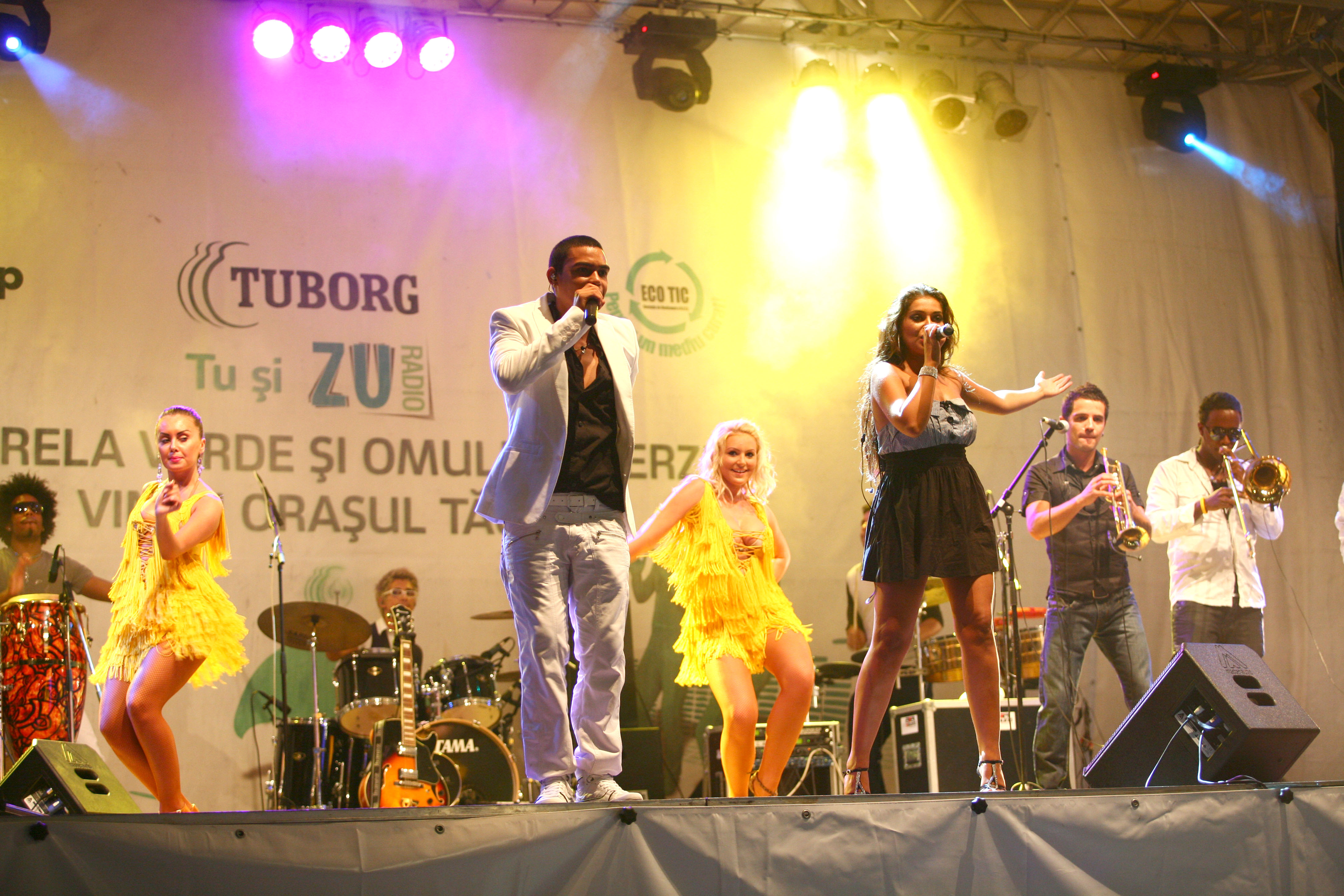
Mandinga (2009)

| Rok  | Píseň       | Umístění | Umístění | Umístění |
| Rok  | Píseň       | [ 2 ]    | [ 3 ]    | [ 4 ]    |
| ---- | ----------- | -------- | -------- | -------- |
| 2012 | "Europarty" | —        | —        | —        |
| 2012 | "Zaleilah"  | 2        | 78       | 48       |
| 2012 | "Papichulo" | —        | —        | —        |